# Pouri Banai
Pouri Banai (en persa: پوری بنایی; 11 de octubre de 1940 en Arak) es una actriz iraní, activa en el cine de ese país antes de la Revolución de 1979.

## Carrera
Banai actuó en casi un centenar de películas entre 1965 y 1979. Antes de la Revolución iraní, trabajó con directores como Mehdi Reisfirooz, Samuel Khachikian, Masoud Kimiai, Farrokh Ghaffari y Fereidoun Goleh. Obtuvo reconocimiento en su país al participar en películas de la denominada Nueva Ola iraní como Qeysar (1969) y The Mandrake (1975). Tras la revolución, decidió quedarse en Irán pero no volvió a protagonizar ningún filme.

## Filmografía

### Cine
| Año  | Título internacional                        | Título en persa                                             | Papel               |
| ---- | ------------------------------------------- | ----------------------------------------------------------- | ------------------- |
| 1964 | The Foreign Bride                           | عروس فرنگی Arūse Farangi                                    | Marya               |
| 1964 | The City Thief                              | دزد شهر Dozde Shahr                                         | Farideh             |
| 1965 | The Forced Vacation                         | مرخصی اجباری Morakhasi-ye Ejbāri                            | Cantante            |
| 1965 | Poor Thing!                                 | زبان‌بسته Zaban Basteh                                       | Leila               |
| 1965 | The Blond Woman of Our Town                 | موطلایی شهر ما Moo-alaye-ye Shahr-e Mā                      | Golrokh             |
| 1966 | Farewell Tehran                             | خداحافظ تهران Khodahafez Tehran                             | Azar                |
| 1966 | One step to Heaven                          | یک قدم تا بهشت Yek Ghadam ta Behesht                        | Shahla              |
| 1966 | Hatam-e Taee                                | حاتم طائی Hatam-e Tāee                                      | Sharareh            |
| 1966 | A Man in the Cage                           | مردی در قفس Mardi dar Ghafas                                | Agente              |
| 1967 | Satan's Temptation                          | وسوسه‌ی شیطان Vasvase-ye Sheitān                             |                     |
| 1967 | A Man from Isfahan                          | مردی از اصفهان Mardi az Esfahān                             | Mahtab              |
| 1967 | The Fate                                    | سرنوشت Sarnevesht                                           | Sima                |
| 1967 | The Golden Cage                             | قفس طلایی Ghafas-e Talāyi                                   | Parvin              |
| 1968 | I Also Cried                                | من هم گریه کردم Man Ham Geryeh Kardam                       | Mandana             |
| 1968 | The Whirlpool of Sin                        | گرداب گناه Gerdābe Gonāh                                    | Pouri               |
| 1968 | The Wild River                              | رودخانه‌ی وحشی Rūdxane-ye Vahshi                             | Pouneh              |
| 1968 | "The Gypsy's Fury                           | خشم کولی Xashm-e Kowli                                      | Gypsy               |
| 1968 | The Roads of Criminals                      | جاده‌ی تبهکاران Jāde-ye Tabahkārān                           | Giti                |
| 1968 | The Thief in Black                          | دزد سیاهپوش Dozde Siāhpūsh                                  | Fereshteh           |
| 1969 | Gheisar                                     | قیصر Gheisar                                                | Azam                |
| 1969 | Golden Hearts                               | قلبهای طلایی Ghalbhā-ye Talāyi                              | Esposa              |
| 1969 | Blue World                                  | دنیای آبی Donyā-ye Ābi                                      | Maryam              |
| 1969 | The Separation                              | جدایی Jodāyi                                                | Maryam              |
| 1969 | Malkoçoğlu Cem Sultan                       | سرزمین دلاوران Sarzamine Delāvarān                          | Melek               |
| 1970 | Kooche-mardha                               | کوچه‌مردها Kūcheh Mardhā                                     | Aghdas              |
| 1970 | Sin City                                    | شهر گناه Shahr-e Gonāh                                      | Zohreh              |
| 1970 | Scandal                                     | رسوایی Rosvāyi                                              | Maryam              |
| 1970 | Around the World with Empty Pockets         | دور دنیا با جیبهای خالی Dore Donyā bā Jibhāye Xali          | Mujer               |
| 1970 | The Invincible Six                          | قهرمانان Ghahremanan                                        | Esposa de Jahan     |
| 1970 | The Nameless Knight                         | فرزند شمشیر Farzande Shamshir                               | Gulnaz              |
| 1971 | The Men of the Dawn                         | مردان سحر Mardāne Sahar                                     | Mina                |
| 1971 | A Beautiful Girl and So Much Trouble        | یک خوشگل و هزار مشکل Yek Xoshgel-o Hezar Moshkel            | Mahnaz              |
| 1971 | Molla Mammad Jan                            | ملا ممد جان Mollā Mammad Jān                                | Safoura             |
| 1971 | Retaliation                                 | قصاص Ghesās                                                 | La'ya               |
| 1971 | In the Mall                                 | زیر بازارچه Zire Bāzārcheh                                  | Goli                |
| 1971 | Lady for One Night                          | زن یک‌شبه Zane Yekshabeh                                     | Afsaneh             |
| 1971 | The Glass Wall                              | دیوار شیشه‌ای Divāre Shishe-ee                               | Maryam              |
| 1971 | For Whom the Hearts Beat                    | قلبها برای که می‌تپند؟ Ghalbhā Baraye Keh Mitapad            | Nazi                |
| 1971 | The Rowers                                  | قایقرانان Ghāyeghrānān                                      | Reyhaneh            |
| 1971 | The Rebellion                               | عاصی Āsi                                                    | Setareh             |
| 1971 | Bride Price                                 | شیربها Shirbahā                                             | Golbanoo            |
| 1971 | Pretty                                      | خوشگله Xoshgeleh                                            | Zhaleh              |
| 1971 | The Hell + Me                               | جهنم + من Jahannam Be Ezafe-ye Man                          | Mujer               |
| 1971 | The Only Man in the Neighborhood            | تنها مرد محله Tanhā Mard-e Mahalleh                         | Hermana de Ali      |
| 1972 | Pedar ke na-khalaf oftad                    | پدر که ناخلف افتد Pedar Ke Naxalaf Oftad                    | Parvaneh            |
| 1972 | Inglorious                                  | نانجیب Nānajib                                              | Ashraf              |
| 1972 | Ali, the Coachman                           | علی سورچی Ali Sūrchi                                        | Ra'na               |
| 1972 | A little Prejudice                          | یک جو غیرت Yek Jow Gheirat                                  | Hija del contador   |
| 1973 | God Bless Iranian Women                     | قربون زن ایرونی Ghorbūne Zane Irūni                         | Sakineh             |
| 1973 | Golgo 13                                    | گلگو 13 Golgo Sizdah                                        | Catherine           |
| 1973 | The Married Man                             | عیالوار Ayālvār                                             | Golbahar            |
| 1973 | Fancy Man                                   | خیالاتی Xiālāti                                             | Pitonisa            |
| 1973 | Happy Go Lucky                              | خوشگذران Xoshgozarān                                        | Parvin              |
| 1973 | The Stranger                                | بیگانه Bigāneh                                              | Maryam              |
| 1974 | Golnesa in Paris                            | گلنسا در پاریس Golnesa dar Pāris                            | Golnesa             |
| 1975 | The Falconet                                | زنبورک Zanbūrak                                             |                     |
| 1975 | The Mandrake                                | مهر گیاه Mehre Giāh                                         | Mehri               |
| 1975 | Ghazal                                      | غزل Ghazal                                                  | Ghazal              |
| 1976 | Legacy                                      | میراث Miras                                                 | Maryam              |
| 1976 | The Fire of the South                       | آتش جنوب Ātash dar Jonūb                                    | Jamileh             |
| 1976 | The Lady Wants a Motorcycle / Ah bu gençlik | خانم دلش موتور می‌خواد Xanom Delesh Motor Mixad              | Ra'na               |
| 1976 | Tek Başına                                  | تنهایی Tanhāyi                                              | Emineh              |
| 1976 | Can Pazari                                  | دختر جوان و مرد انتقامجو Doxtar-e Javan va Marde Enteghamjū | Selma               |
| 1977 | The moon and a murmur                       | ماه و همهمه Māh-o Hemhemeh                                  |                     |
| 1977 | Payback                                     | تلافی Talāfi                                                | Maryam              |
| 1977 | Back and Dagger                             | پشت و خنجر Posht-o Xanjar                                   | Effat               |
| 1977 | The Soldier                                 | سرباز Sarbāz                                                | Mahtab              |
| 1977 | Tövbekar                                    | توبه‌کار Towbeh Kār                                          | Ipek                |
| 1978 | Missile X: The Neutron Bomb Incident        | موشک سری Mushak-e Serrri                                    | Leila               |
| 1979 | Maryam and Mani                             | مریم و مانی Maryam-o Māni                                   | Maryam              |
| 2008 | Shirin                                      | شیرین Shirin                                                | Mujer en el público |